# قره‌سو (شهرستان تاق‌تاگل)
قره‌سو (به لاتین: Kara-Suu) یک قشلاق در قرقیزستان است که در شهرستان تاق‌تاگل واقع شده‌است. قره‌سو ۱٬۶۰۹ نفر جمعیت دارد.